# لورتو مائولئون
لورتو مائولئون (به اسپانیایی: Loreto Mauleón) ؛ زادهٔ ۱۴ اوت ۱۹۸۸) بازیگر اسپانیایی است. او بیشتر برای مخاطبان اسپانیایی و ایفای نقش در مجموعه‌های تلویزیونی دیار اجدادی، آنچه چشمانش پنهان می‌کرد، و همچنین فیلم دلهره‌آور خطوط ناموزون خدا (۲۰۲۲) شناخته شده‌است.
مائولئون در تاریخ ۱۴ اوت ۱۹۸۸ در بورگوس زاده شد، اما زمانی که تنها ۷ ماه داشت، به سان سباستیان نقل مکان کرد، و در همان‌جا بزرگ شد.